# Jef Lettens
Jef Lettens, född 12 augusti 1990 i Hasselt, är en belgisk landslagsspelare i handboll. Han spelar som målvakt för Fenix Toulouse Handball.